# Тюриг, Катерине
Катерине Тюриг (нем. Catherine Thürig, род. 1958) — швейцарская шахматистка, победительница чемпионата Швейцарии по шахматам среди женщин (1998).

## Карьера
В первой половине 1990-х годов Катерине Тюриг была одной из сильнейших швейцарских шахматисток. Она неоднократно участвовала в личных финалах женских чемпионатов Швейцарии по шахматам. Тюриг выиграла личное первенство чемпионата Швейцарии по шахматам среди женщин в Энгельберге в 1998 году и является членом шахматного клуба Ольтена.
В 1990, 1994 и 1996 годах она принимала участие в шахматной Олимпиаде в составе женской сборной Швейцарии. Она набрала 13,5 очков из 30 партий:
В 1990 году за первой резервной доской на 29-й шахматной Олимпиаде (женщины) в Нови-Саде (+3, =1, −4);
В 1994 году за первой резервной доской на 31-й шахматной олимпиаде (женщины) в Москве (+5, =1, −5);
В 1996 году за третьей доской на 32-й шахматной Олимпиаде (женщины) в Ереване (+3, =3, −5).
Катерине Тюриг выступала за Швейцарию в командных чемпионатах Европы по шахматам среди женщин:
В 2011 году за резервной доской в 9-м командном чемпионате Европы по шахматам (женщины) в Порто-Карасе (+0, =2, −0);
В 2013 году за резервной доской в 10-м командном чемпионате Европы по шахматам (женщины) в Варшаве (+1, =0, −2).
Её рейтинг Эло составлял 1967 (по состоянию на январь 2018 года), что позволяло ей занимать десятое место в швейцарском женском рейтинге Эло. Её наивысший рейтинг Эло был 2120 в январе 1996 года.
В 2017 году она была президентом оргкомитета национального турнира в Ольтене.
Тюриг является главой отдела информационных технологий муниципалитета Валлизеллен.